# Gerrhosaurus major
Gerrhosaurus major er en pladeøgle, den kommer oprindeligt fra Sudan i Sydafrika, den bliver højst op til 45 cm fra halespids til hoved, den er stort set altædende.